# Рипенда Крас
Рипенда Крас (хорв. Ripenda Kras) — населений пункт у Хорватії, в Істрійській жупанії у складі міста Лабин.

## Населення
Населення за даними перепису 2011 року становило 124 осіб.
Динаміка чисельності населення поселення:

## Клімат
Середня річна температура становить 13,45 °C, середня максимальна – 25,92 °C, а середня мінімальна – 1,23 °C. Середня річна кількість опадів – 1082 мм.
| Клімат поселення                              | Клімат поселення | Клімат поселення | Клімат поселення | Клімат поселення | Клімат поселення | Клімат поселення | Клімат поселення | Клімат поселення | Клімат поселення | Клімат поселення | Клімат поселення | Клімат поселення | Клімат поселення |
| Показник                                      | Січ.             | Лют.             | Бер.             | Квіт.            | Трав.            | Черв.            | Лип.             | Серп.            | Вер.             | Жовт.            | Лист.            | Груд.            |                  |
| Середній максимум, °C                         | 9,44             | 9,31             | 12,32            | 15,32            | 20,45            | 24,75            | 25,92            | 25,74            | 21,26            | 16,73            | 12,01            | 9,37             |                  |
| Середня температура, °C                       | 5,40             | 5,26             | 8,28             | 11,29            | 16,41            | 20,71            | 23,10            | 22,92            | 18,45            | 13,92            | 9,19             | 6,54             |                  |
| Середній мінімум, °C                          | 1,35             | 1,23             | 4,23             | 7,24             | 12,36            | 16,66            | 20,27            | 20,11            | 15,63            | 11,08            | 6,36             | 3,71             |                  |
| Норма опадів, мм                              | 88               | 72               | 78               | 81               | 71               | 84               | 56               | 82               | 100              | 128              | 135              | 107              |                  |
| Середньомісячна швидкість вітру, м/с          | 2.94             | 3.16             | 3.18             | 3.03             | 2.72             | 2.62             | 2.58             | 2.61             | 2.73             | 3.00             | 3.26             | 3.18             |                  |
| Середньомісячна сонячна радіація, кДж/м²·день | 4576             | 7361             | 10715            | 15254            | 19543            | 21182            | 22239            | 19310            | 14201            | 9163             | 4962             | 3837             |                  |
| --------------------------------------------- | ---------------- | ---------------- | ---------------- | ---------------- | ---------------- | ---------------- | ---------------- | ---------------- | ---------------- | ---------------- | ---------------- | ---------------- | ---------------- |
| Джерело:                                      |                  |                  |                  |                  |                  |                  |                  |                  |                  |                  |                  |                  |                  |